# NGC 2598
NGC 2598 é uma galáxia espiral barrada (SBa) localizada na direcção da constelação de Cancer. Possui uma declinação de +21° 29' 18" e uma ascensão recta de 8 horas, 30 minutos e 02,5 segundos.
A galáxia NGC 2598 foi descoberta em 1 de Janeiro de 1864 por Albert Marth.